# Landtagswahlkreis Dithmarschen-Süd
Der Landtagswahlkreis Dithmarschen-Süd (Wahlkreis 7) ist ein Landtagswahlkreis in Schleswig-Holstein. Er umfasste bis 2012 die Stadt Brunsbüttel und die Ämter Burg-Sankt Michaelisdonn, Marne-Nordsee und Mitteldithmarschen, was in etwa dem alten Kreis Süderdithmarschen entspricht. 2017 kam das Amt Büsum-Wesselburen vom Landtagswahlkreis Dithmarschen-Nord hinzu. Die Nummerierung änderte sich 2012 von 9 auf 8 und 2017 auf 7.
Der Wahlkreis gilt als CDU-Hochburg. Von der absoluten Nachkriegszeit abgesehen, konnten die Sozialdemokraten ihn lediglich viermal (1987, 1988 und 1992 mit Manfred Sickmann sowie 2000 mit Wilhelm Malerius) gewinnen. Die CDU erreichte hier 2022 ihr drittbestes Wahlergebnis hinter den Wahlkreisen Mittelholstein und Dithmarschen-Schleswig. Sogar ihr landesweit bestes Ergebnis erzielte die FDP, während die Grünen hier ihr landesweit schlechtestes Zweitstimmenergebnis einfuhren.

## Landtagswahl 2022
| Direktkandidat    | Partei           | Erststimme (gesamt) | Erststimme (in %) | Zweitstimme (gesamt) | Zweitstimme (in %) |
| ----------------- | ---------------- | ------------------- | ----------------- | -------------------- | ------------------ |
| Volker Nielsen    | CDU              | 17.762              | 47,4              | 18.610               | 49,2               |
| Martina Claussen  | SPD              | 6.902               | 18,4              | 5.831                | 15,4               |
| Kerstin Hansen    | GRÜNE            | 4.258               | 11,4              | 3.922                | 10,4               |
| Oliver Kumbartzky | FDP              | 4.945               | 13,2              | 3.374                | 8,9                |
| Dennis Schultz    | AfD              | 2.263               | 6,0               | 2.238                | 5,9                |
| Michael Schilke   | LINKE            | 732                 | 2,0               | 479                  | 1,3                |
| –                 | SSW              | –                   | –                 | 1.905                | 5,0                |
| –                 | PIRATEN          | –                   | –                 | 185                  | 0,5                |
| –                 | FREIE WÄHLER     | –                   | –                 | 210                  | 0,6                |
| –                 | Die Partei       | –                   | –                 | 268                  | 0,7                |
| –                 | Z.               | –                   | –                 | 53                   | 0,1                |
| Astrid Reichwaldt | dieBasis         | 423                 | 1,1               | 292                  | 0,8                |
| –                 | Die Humanisten   | –                   | –                 | 33                   | 0,1                |
| –                 | Gesundheitsf.    | –                   | –                 | 45                   | 0,1                |
| –                 | Tierschutzpartei | –                   | –                 | 272                  | 0,7                |
| –                 | Volt             | –                   | –                 | 79                   | 0,2                |
| Mark Riemann      | LKR              | 209                 | 0,6               | –                    | –                  |

Neben dem Wahlkreisabgeordneten Volker Nielsen, der den Wahlkreis verteidigen konnte, wurde der FDP-Direktkandidat Oliver Kumartzky, der dem Landtag bereits seit 2009 angehört, erneut über die Landesliste seiner Partei in den Landtag gewählt.

## Landtagswahl 2017
Wahlberechtigt waren 64.023 Einwohner.
| Direktkandidat    | Partei  | Erststimmen in % | Zweitstimmen in % |
| ----------------- | ------- | ---------------- | ----------------- |
| Volker Nielsen    | CDU     | 40,5             | 36,0              |
| Michael Wolpmann  | SPD     | 29,7             | 27,0              |
| Peter Mohrfeld    | GRÜNE   | 5,8              | 8,4               |
| Oliver Kumbartzky | FDP     | 13,3             | 13,6              |
| Patrick Breyer    | PIRATEN | 2,1              | 1,3               |
| –                 | SSW     | –                | 2,1               |
| Felix Wendt       | LINKE   | 3,1              | 3,2               |
| Wolfgang Rotsolk  | AfD     | 5,4              | 6,2               |
| –                 | Übrige  | –                | 2,1               |

Neben dem Wahlkreisabgeordneten Volker Nielsen (CDU), der seinem seit 2005 amtierenden Parteifreund Jens Magnussen nachfolgte, wurde der FDP-Direktkandidat Oliver Kumartzky erneut über die Landesliste seiner Partei in den Landtag gewählt. Der Fraktionsvorsitzende der Piraten, Patrick Breyer, der auch Spitzenkandidat seiner Partei bei der Landtagswahl war, schied aufgrund des Scheiterns der Piratenpartei an der 5%-Hürde aus dem Parlament aus.

## Landtagswahl 2012
Wahlberechtigt waren 52.744 Einwohner.
| Direktkandidat    | Partei  | Erststimmen in % | Zweitstimmen in % |
| ----------------- | ------- | ---------------- | ----------------- |
| Jens Magnussen    | CDU     | 42,4             | 35,9              |
| Michael Wolpmann  | SPD     | 33,2             | 29,0              |
| Oliver Kumbartzky | FDP     | 7,3              | 9,7               |
| Peter Mohrfeld    | GRÜNE   | 6,8              | 8,6               |
| Daniel Hofmann    | LINKE   | 2,2              | 1,9               |
| Wolfgang Rotsolk  | PIRATEN | 8,1              | 9,0               |
| –                 | SSW     | –                | 2,8               |
| –                 | Übrige  | –                | 3,1               |

Neben dem Wahlkreisabgeordneten Jens Magnussen (CDU), der den Wahlkreis seit 2005 vertrat, wurde der FDP-Direktkandidat Oliver Kumartzky erneut über die Landesliste seiner Partei in den Landtag gewählt.

## Landtagswahl 2009
Wahlberechtigt waren 53.189 Einwohner.
| Direktkandidat     | Partei         | Erststimmen in % | Zweitstimmen in % |
| ------------------ | -------------- | ---------------- | ----------------- |
| Jens Magnussen     | CDU            | 40,4             | 35,5              |
| Angelika Hansen    | SPD            | 25,6             | 23,0              |
| Oliver Kumbartzky  | FDP            | 15,9             | 18,8              |
| Klaus Kronberg     | GRÜNE          | 7,0              | 8,3               |
| Bernd Waltersdorf  | LINKE          | 5,8              | 6,3               |
| Christian Schöning | FW-SH          | 3,5              | 1,4               |
| Günther-Hans Adler | NPD            | 1,4              | 1,3               |
| Andreas Rieck      | Einzelbewerber | 0,4              | -                 |
| -                  | SSW            | -                | 2,1               |
| -                  | PIRATEN        | -                | 1,6               |
| -                  | RENTNER        | -                | 0,7               |
| -                  | RRP            | -                | 0,1               |
| -                  | FAMILIE        | -                | 0,8               |
| -                  | IPD            | -                | 0,0               |

Neben dem Wahlkreisabgeordneten Jens Magnussen (CDU), der den Wahlkreis seit 2005 vertrat, wurde der FDP-Direktkandidat Oliver Kumartzky erstmals über die Landesliste seiner Partei in den Landtag gewählt.

## Landtagswahl 2005
| Direktkandidat   | Partei  | Erststimmen in % | Zweitstimmen in % |
| ---------------- | ------- | ---------------- | ----------------- |
| Wilhelm Malerius | SPD     | 38,7             | 35,5              |
| Jens Magnussen   | CDU     | 51,4             | 47,0              |
| ?                | FDP     | 6,7              | 7,5               |
| ?                | GRÜNE   | 3,1              | 3,4               |
| -                | SSW     | -                | 1,5               |
| -                | NPD     | -                | 2,1               |
| -                | FAMILIE | -                | 0,9               |
| -                | Übrige  | -                | 2,1               |

Neben dem Wahlkreisabgeordneten Jens Magnussen (CDU), der den Wahlkreis nach fünf Jahren von der CDU zurückgewinnen konnte, zog kein anderer Bewerber aus dem Wahlkreis in das Parlament ein. Der bisherige Wahlkreisabgeordnete Wilhelm Malerius (SPD) schied aus dem Landtag aus, da nach dem Verlust des Wahlkreises auch sein Listenplatz nicht für den Wiedereinzug ausreichte.

## Bisherige Abgeordnete
Direkt gewählte Abgeordnete des Wahlkreises Dithmarschen-Süd (seit 1971) bzw. des Wahlkreises Süderdithmarschen (bis 1967) waren:
| Jahr | Direktkandidat     | Partei | Erststimmen in % |
| ---- | ------------------ | ------ | ---------------- |
| 2022 | Volker Nielsen     | CDU    | 47,4             |
| 2017 | Volker Nielsen     | CDU    | 40,5             |
| 2012 | Jens Magnussen     | CDU    | 42,4             |
| 2009 | Jens Magnussen     | CDU    | 40,4             |
| 2005 | Jens Magnussen     | CDU    | 51,4             |
| 2000 | Wilhelm Malerius   | SPD    | 45,9             |
| 1996 | Eva Peters         | CDU    | 40,9             |
| 1992 | Manfred Sickmann   | SPD    | 45,5             |
| 1988 | Manfred Sickmann   | SPD    | 54,5             |
| 1987 | Manfred Sickmann   | SPD    | 45,8             |
| 1983 | Roger Asmussen     | CDU    |                  |
| 1979 | Roger Asmussen     | CDU    | 50,9             |
| 1975 | Roger Asmussen     | CDU    | 53,9             |
| 1971 | Roger Asmussen     | CDU    | 55,3             |
| 1967 | Ernst Schoof       | CDU    | 50,5             |
| 1962 | Ernst Schoof       | CDU    | 52,0             |
| 1958 | Ernst Schoof       | CDU    | 50,9             |
| 1954 | Ernst Schoof       | CDU    | 39,3             |
| 1950 | Hans Bols1         | DP     | 42,8             |
| 1950 | Ernst Schoof2      | CDU    | 46,2             |
| 1947 | Hermann Schwieger1 | SPD    | 46,0             |
| 1947 | Alfred Franzke2    | SPD    | 47,6             |

1 Gewählt im Wahlkreis Süderdithmarschen-Marne

2 Gewählt im Wahlkreis Süderdithmarschen-Meldorf